# Nicholas Pinnock
Pour les articles homonymes, voir Pinnock.
Nicholas Pinnock, né le 2 septembre 1973 à Balham (Londres), est un acteur britannique.

## Biographie
De parents jamaïcains, Nicholas Pinnock naît dans la banlieue sud de Londres. Son père emmène sa famille en Arabie saoudite pour son travail au début de son enfance. Tout jeune, il entre à la Corona Theatre School, puis commence une carrière d'enfant acteur.

## Carrière
Il fait ses débuts à la télévision dans une émission pour enfants autour d'une marionnette d'oiseau, Emu's Wide World, alors qu'il a treize ans. Il trouve ensuite un rôle récurrent dans le feuilleton télévisé The Bill. En parallèle, il tourne dans des soap-operas et des séries télévisées britanniques.
Il est également engagé au cinéma, dans un film policier en 1999 avec Rutger Hauer, puis dans un court métrage de Clara Glynn, It's Not You, It's Me, avec James Lance et Lucy Punch.
Tout en poursuivant sa carrière à la télévision, il tourne ensuite des seconds rôles dans de grosses productions au cinéma, comme Captain America: First Avenger (2011).
Il trouve des rôles importants dans les séries télévisées britanniques Fortitude (2015) et Marcella (2016).

## Filmographie

### Cinéma

#### Longs métrages
- 1999 : www.crime.com (New World Disorder) de Richard Spence : Weldon
- 2009 : Little Foxes de Mira Fornay : Mike
- 2011 : Captain America: First Avenger : Un technicien du SHIELD
- 2014 : Dans le silence de l'Ouest (The Keeping Room) de Daniel Barber : Bill
- 2014 : Monsters: Dark Continent de Tom Green : Sergent Forrest
- 2018 : VS. d'Ed Lilly : Terry
- 2019 : The Last Tree de Shola Amoo : Mr Williams
- 2019 : Dark Encounter de Carl Strathie : Sheriff Reese Jordan
- 2023 : Black Dog de George Jacques : David
- 2024 : Here de Robert Zemeckis : Devon Harris
- 2024 : Le Livre de Clarence (The Book of Clarence) de Jeymes Samuel : Jésus
- 2025 : L'Évaluation (The Assessment) de Fleur Fortuné : Walter
- 2025 : Hedda de Nia DaCosta : Juge Roland Brack
- 2025 : Heavyweight de Christopher M. Anthony : Adam

#### Courts métrages
- 2001 : It's Not You, It's Me de Clara Glynn : Lenny
- 2016 : Lock In de Neville Pierce : Jimmy
- 2016 : Closer de Drew Cox : Sol
- 2016 : Goalie de Taratoa Stappard : L'homme
- 2017 : Taketh de Jonny Kight : David
- 2017 : Candice de George Watson : Greg
- 2017 : Run d'Alex Lanipekun : Miller
- 2019 : Origami de Jemma Gross : Marcus
- 2019 : Four de Jennifer Sheridan : Le manager
- 2019 : Words d'Amhalise Morgan : Lui
- 2020 : Happy Birthday, My Love de Jana N. : John
- 2021 : Can I Help? de Rupert Ratcliffe : Daniel
- 2021 : Things I Never Told My Father d'Ade O'Adesina et Dumas Haddad : Anthony
- 2023 : Jordan de David Alexander : Francis
- 2023 : Going de Rupert Ratcliffe : Mike

### Télévision

#### Séries télévisées
- 1986 : Middle English : Jeff
- 1987 - 1988 : Emu's Wide World: Nick
- 1989 / 1991 / 1993 / 1996 - 1997 : The Bill : Michael / Meldrum / Lindford / Paul Morris / Durrell Beckett
- 1992 : EastEnders : Wesley
- 1992 : Desmond's : Un jeune client
- 1994 : Médecins de l'ordinaire (Peak Practice) : Ben
- 1995 : Grange Hill : Jerome Cairns
- 1998 : Casualty : Reuben Myers
- 2000 : The Knock : Un voleur
- 2002 : En immersion (In Deep) : Danny
- 2003 : Spine Chillers :
- 2003 / 2006 : Doctors : Jason Hutton / James Marden
- 2004 : Holby City : Carl Stoves
- 2006 : Femmes de footballeurs (Footballers' Wives) : Dean
- 2006 : Inspecteurs associés (Dalziel and Pascoe) : Stephen Japp
- 2010 : The Deep : Aux frontières des abysses (The Deep) : Charlie Goodison
- 2011 : Top Boy : Leon
- 2013 : Un été meurtrier (Ice Cream Girls) : Evan
- 2015 : Fortitude : Frank Sutter
- 2015 : A.D. The Bible Continues : Arik
- 2015 : Midwinter of the Spirit : Evêque Mick Hunter
- 2016 : Barbarians Rising : Hannibal Barca
- 2016 - 2018 : Marcella : Jason Backland
- 2017 : Guerrilla : Julian Part
- 2018 - 2019 : Counterpart : Ian Shaw
- 2019 : Criminal : Royaume-Uni (Criminal: UK) : Paul Ottager
- 2020 - 2021 : For Life : Aaron Wallace
- 2022 - 2023 : Django : John Ellis
- 2024 : Suspect : Joseph
- 2024 : This Town : Deuce Williams
- 2025 : La Rivière des Disparues (Long Bright River) : Truman Dawes
- 2025 : Beth : Joe

#### Téléfilms
- 2000 : Second Sight: Kingdom of the Blind de Jonas Grimås : Ben Harris
- 2004 : Diamonds d'Andy Wilson : Isaiah Forman

### Producteur exécutif
- 2016 : Goalie de Taratoa Stappard (court métrage)
- 2017 : Candice de George Watson (court métrage)
- 2019 : Origami de Jemma Gross (court métrage)
- 2021 : Can I Help? de Rupert Ratcliffe (court métrage)

#### Producteur
- 2020 - 2021 : For Life (10 épisodes)
- 2025 : Heavyweight de Christopher M. Anthony